# Gabinet doktora Caligari (film 2005)
Gabinet doktora Caligari (ang. The Cabinet of Dr. Caligari) – amerykański horror z 2005 roku, wyreżyserowany przez Davida Lee Fishera do scenariusza własnego autorstwa. Remake Gabinetu doktora Caligari w reż. Roberta Wiene, uznawanego za pierwszy film grozy w historii kina.

## Obsada[1]
- Tim Russ - Urzędnik
- Neil Hopkins - Alan
- William Gregory Lee - Joseph
- Alan Altshuld - Asystent urzędnika
- Time Winters - Dr. Stern
- John Bigham - Lekarz
- Ricky Skilliter - Masywny mężczyzna
- Darren Joel - Policjant
- Ernest Misko - Staruszek
- Scott Lincoln - Przestępca
- Judson Pearce Morgan - Francis
- Daamen J. Krall - Dr. Caligari

i inni. 